# 小花蒲公英
小花蒲公英（学名：Taraxacum parvulum）为菊科蒲公英属下的一个种。

## 扩展阅读
- 維基物種上的相關：小花蒲公英